# 胡安·德富卡板块

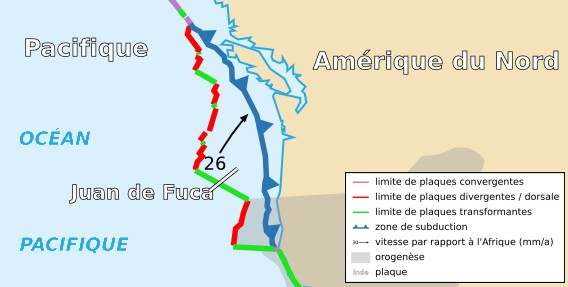
胡安·德富卡板块

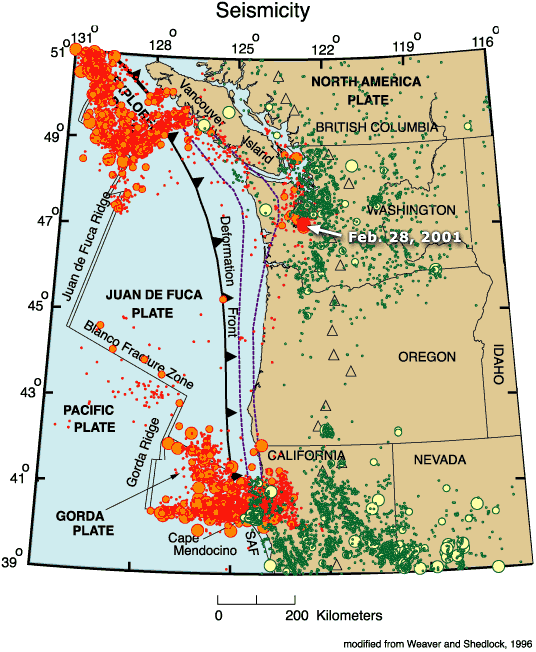
胡安·德富卡板块地图

以探险家胡安·德富卡命名的胡安·德富卡板块（英語：Juan de Fuca plate）是一个小板块，它从胡安·德富卡海岭生成，并在卡斯凯迪亚隱沒帶处消减于北美洲板块西缘的北部之下。它的南部以布兰科断裂带为界，北部以努特卡断层为界，西部则与太平洋板块相接。在1968年勒皮雄首次提出的六大板块中，它是北美洲板块的一部分。
胡安·德富卡板块是曾经非常巨大、现在大部分已经消减于北美洲板块之下的法拉龙板块的一部分。法拉龙板块现今仅残余三个小板块，即胡安·德富卡板块、戈尔达板块和探险家板块。在一些文献中，以胡安·德富卡板块作为这三个小板块的统称，这样，胡安·德富卡板块在不同的文献中就有广义和狭义之分。

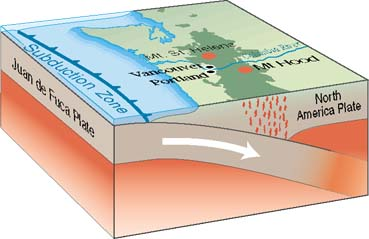
胡安·德富卡板块的剖面图（USGS图像）

胡安·德富卡板块的消减形成了含有火山的喀斯喀特山脉和海岸山脉的北部，它们都是太平洋火環的一部分，从英属哥伦比亚南部沿北美洲的西海岸向南直抵加利福尼亚州北部。著名的圣海伦斯火山就是喀斯喀特山脉中的一座火山。
在卡斯凯迪亚隐没带上发生的离现在最近的大地震是震级为9级的喀斯喀地亚地震。根据本地海啸沉积物的碳同位素测年记录，它发生于1700年前后。根据日本的海啸纪录，这次大地震发生的精确时间是1700年1月26日，一个星期二的晚上。